# Peter Ole Frederiksen
Peter Ole Frederiksen (18. juni 1940 – 7. april 2011) var en dansk it-udvikler, der er bedst kendt for spillet Kaptajn Kaper i Kattegat fra starten af 1980'erne – et af de første danske computerspil.
Peter Ole Frederiksen arbejdede i en årrække for IBM og fik i 2006 Dansk IT's Ildsjælspris.
I sin fritid var Peter Ole Frederiksen aktiv korsanger.
Peter var gift og havde to børn med Karen Holm-Pedersen[kilde mangler]